# Rila-Blätter

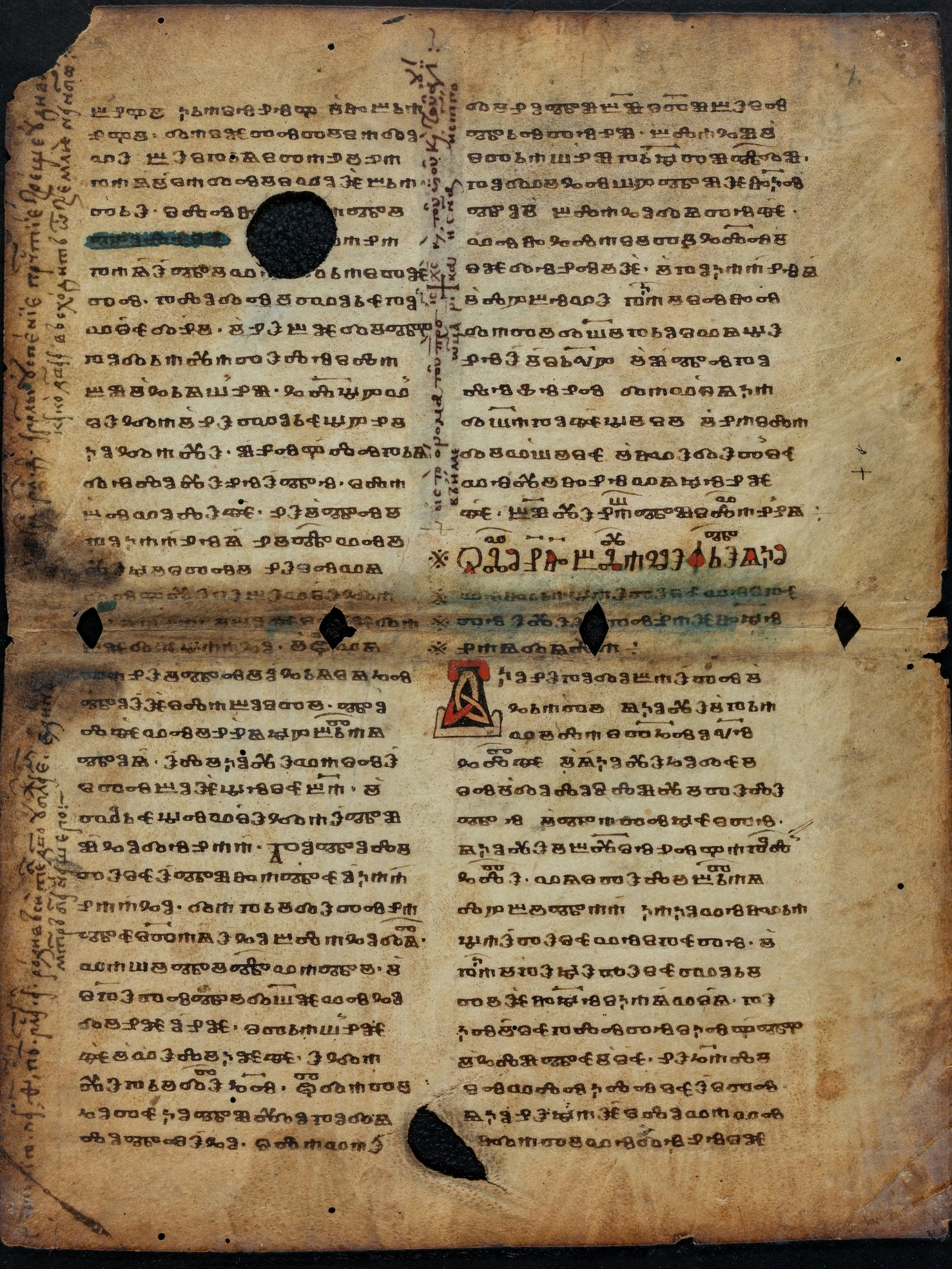
Rila-Blätter

Die Glagolitischen Blätter von Rila (bulgarisch Рилски глаголически листове Rilski glagolitscheski listowe) sind acht beschädigte Pergamentblätter und drei altbulgarische Fragmente in glagolitischer Schrift aus dem 9. Jahrhundert. Sie enthalten Teile der Paraenesis von Ephraim dem Syrer und Gebete für die orthodoxe Liturgie in der Großen Fastenzeit vor Ostern.
Die Schrift und Gestaltung der Blätter hat große Ähnlichkeit zum Codex Assemanianus und dem Euchologion Sinaiticum.
Zwei Blätter wurden 1845 im bulgarischen Rila-Kloster vom russischen Forscher Wiktor Grigorowitsch gefunden. Sie enthalten Teile des 78. Abschnitts der Paraenesis und sind 27,5 × 21,3 cm groß. Sie befinden sich heute in der Russischen Akademie der Wissenschaften in St. Petersburg mit der Signatur 24.4.15. Drei weitere Blätter wurden 1880 vom österreichischen Gesandter Konstantin Iretschek ebenso dort gefunden. 1936 fand Jordan Iwanow die anderen Fragmente der Handschrift. Alle diese Blätter befinden sich heute im Archiv des Rila-Klosters, Signatur Cod. 3/6. Möglicherweise gehörte auch das Grigorowitsch-Blatt zu der Handschrift. Die glagolitischen Handschriftenfragmente vom Rila-Kloster wurden erst 1956 vom bulgarischen Professor Erzpriester Ivan Goschev (1886–1965) wissenschaftlich analysiert, übersetzt und herausgegeben.

## Ausgaben
- G. Bikovsky, R. Aitzenmüller (Hrsg.): Paraenesis: die altbulgarische Übersetzung von Werken Ephraims des Syrers. 3 Bände. Freiburg im Breisgau 1984–1987.
- I. Goschev: Rilski glagoliceski listove. Sofia 1956.